# Wish (INOUE AKIRA & M.I.H.BANDの曲)
「wish」（ウィッシュ）はINOUE AKIRA & M.I.H.BANDの楽曲、シングルである。2006年11月1日にユニバーサルJから発売された。

## 背景
2005年、急性骨髄性白血病のために療養中だった本田美奈子.のために、本田の音楽プロデューサーであった井上鑑が復帰第一作として発表する予定だった楽曲を制作した。
当時福山雅治のコンサートツアーに同行していた井上は本田を元気づけるために、福山とバンドメンバーにデモ音源制作に協力を要請。メンバー全員の快諾を得て映像も撮影、DVDを制作して本田のもとに届けた。病床に届けられたDVDを見て、福山のデビュー直後からのファンだった本田は泣いて喜んだ。
前述の通り、本田自身が詞をつけての歌唱予定だったが、同年11月に他界したため、叶わぬままとなった。

## 制作
本田の果たせなかった遺志を実現するために、井上の呼びかけに賛同した前述のデモテープ参加者を含むミュージシャンが多数集まり、没後一周年に合わせて本作「wish」を制作・発表した。
バンド名はINOUE AKIRA & M.I.H.BAND（イノウエ・アキラ・アンド・エム・アイ・エイチ・バンド）と名付けられた。M.I.Hは、「Music Is Hope」の略。
歌詞は本田の書き遺した言葉をもとに、一倉宏が補作して完成した。
メインボーカルは福山の他、坪倉惟子、高尾直樹が参加、リレーで歌唱している。
C/Wには「wish」のオフヴォーカルの他、Instrumental「requiem〜wish〜」が収められている。こちらにも、「wish」とは異なる顔ぶれのミュージシャンが参加している（井上を除く）。

## メディア対応
11月1日の発売に先立ち、10月30日に井上、福山、一倉の3名がユニバーサルミュージックにて記者会見を行った。会場では「wish」のミュージック・クリップが初めてメディアに披露され、各々が本作についての想いを語った。

## パッケージ仕様
CD＋ミュージック・クリップ&ドキュメンタリー映像収録DVDとの2枚組＜通常盤＞と、CDのみの＜初回限定盤＞の2形態で発売された。

## 収録曲
- 作詞：本田美奈子.・一倉宏

- 全作曲・編曲：井上鑑

1. wish（5：16）
2. requiem～wish～（6：15）
3. wish(original karaoke)（5：15）

## 参加ミュージシャン
1. wish
井上鑑（キーボード、ボーカル）
福山雅治（ボーカル）
金原千恵子（ヴァイオリン）
高尾直樹（ボーカル）
坪倉唯子（ボーカル）
山木秀夫（ドラム）
美久月千晴（ベース）
三沢またろう（パーカッション、ボーカル）
鎌田ジョージ（ギター）
小倉博和（ギター・ボーカル）
山本拓夫（サックス）
西村浩二（トランペット）
村田陽一（トロンボーン）
2. requiem〜wish〜
井上鑑（キーボード）
高嶋ちさ子（ヴァイオリン）
古川昌義（ギター）
古川展生（チェロ）
藤原道山（尺八）